# Formica balcanica
Formica balcanica é uma espécie de formiga do gênero Formica, pertencente à subfamília Formicinae.